# Esgrima nos Jogos Pan-Americanos de 2015 - Espada por equipes masculino
A competição da espada por equipes masculino foi um dos eventos da esgrima nos Jogos Pan-Americanos de 2015, em Toronto. Foi disputada no  Toronto Pan Am Sports Centre no dia 24 de julho.

## Calendário
Horário local (UTC-4).
| Data        | Horário | Fase                      |
| ----------- | ------- | ------------------------- |
| 24 de julho | 12:10   | Quartas de final          |
| 24 de julho | 13:25   | Disputa do 5º ao 8º lugar |
| 24 de julho | 14:40   | Semifinal                 |
| 24 de julho | 18:05   | Disputa pelo bronze       |
| 24 de julho | 20:05   | Final                     |

## Medalhistas
|  | VEN Venezuela                                    |  | USA Estados Unidos                           |  | CUB Cuba                                      |
|  | Silvio Fernández Francisco Limardo Rubén Limardo |  | Benjamin Bratton Jason Pryor Yeisser Ramirez |  | Reynier Henrique Ringo Quintero Yunior Reytor |

## Esquema
|  | Quartas de final | Quartas de final   | Quartas de final |               |                    | Semifinal | Semifinal           | Semifinal           |                     |  | Final | Final              | Final |
|  |                  |                    |                  |               |                    |           |                     |                     |                     |  |       |                    |       |
|  |                  | USA Estados Unidos | 45               |               |                    |           |                     |                     |                     |  |       |                    |       |
|  |                  | MEX México         | 33               |               |                    |           |                     |                     |                     |  |       |                    |       |
|  |                  | MEX México         | 33               |               | USA Estados Unidos | 45        |                     |                     |                     |  |       |                    |       |
|  |                  |                    |                  |               | USA Estados Unidos | 45        |                     |                     |                     |  |       |                    |       |
|  |                  |                    | COL Colômbia     | 42            |                    |           |                     |                     |                     |  |       |                    |       |
|  |                  | COL Colômbia       | COL Colômbia     | 42            | 45                 |           |                     |                     |                     |  |       |                    |       |
|  |                  | COL Colômbia       |                  |               | 45                 |           |                     |                     |                     |  |       |                    |       |
|  |                  | ARG Argentina      | 31               |               |                    |           |                     |                     |                     |  |       |                    |       |
|  |                  |                    |                  |               |                    |           |                     |                     |                     |  |       | USA Estados Unidos | 40    |
|  |                  |                    |                  | VEN Venezuela | 45                 |           |                     |                     |                     |  |       |                    |       |
|  |                  | CAN Canadá         | 37               |               |                    |           |                     |                     |                     |  |       |                    |       |
|  |                  | CUB Cuba           | 45               |               |                    |           |                     |                     |                     |  |       |                    |       |
|  |                  | CUB Cuba           | 45               |               | CUB Cuba           | 2         |                     |                     |                     |  |       |                    |       |
|  |                  |                    |                  |               | CUB Cuba           | 2         |                     |                     |                     |  |       |                    |       |
|  |                  |                    | VEN Venezuela    | 3             |                    |           | Disputa pelo bronze | Disputa pelo bronze | Disputa pelo bronze |  |       |                    |       |
|  |                  | BRA Brasil         | 28               |               |                    |           |                     | COL Colômbia        | 39                  |  |       |                    |       |
|  |                  | VEN Venezuela      | 45               |               |                    |           |                     |                     |                     |  |       | CUB Cuba           | 43    |

### Disputa do 5º   ao 8º lugar
|  | Classificatória | Classificatória | Classificatória |  |  | Diputa pelo 5º lugar  | Diputa pelo 5º lugar  | Diputa pelo 5º lugar  |
|  |                 |                 |                 |  |  |                       |                       |                       |
|  |                 | MEX México      | 45              |  |  |                       |                       |                       |
|  |                 | ARG Argentina   | 33              |  |  |                       |                       |                       |
|  |                 |                 |                 |  |  |                       | MEX México            | 27                    |
|  |                 |                 |                 |  |  |                       | CAN Canadá            | 45                    |
|  |                 | CAN Canadá      | 44              |  |  |                       |                       |                       |
|  |                 | BRA Brasil      | 41              |  |  | disputa pelo 7º lugar | disputa pelo 7º lugar | disputa pelo 7º lugar |
|  |                 |                 |                 |  |  |                       | ARG Argentina         | 36                    |
|  |                 |                 |                 |  |  |                       | BRA Brasil            | 45                    |

## Classificação final
| Colocação         | Nacionalidade      | Atleta                                                     |
| ----------------- | ------------------ | ---------------------------------------------------------- |
| Medalha de ouro   | VEN Venezuela      | Silvio Fernández Francisco Limardo Rubén Limardo           |
| Medalha de prata  | USA Estados Unidos | Benjamin Bratton Jason Pryor Yeisser Ramirez               |
| Medalha de bronze | CUB Cuba           | Reynier Henrique Ringo Quintero Yunior Reytor              |
| 4                 | COL Colômbia       | Andrés Felipe Campos Zarate Gustavo Coqueco Jhon Rodriguez |
| 5                 | CAN Canadá         | Hugues Boisvert-Simard Maxime Brinck-Croteau Jean Lelion   |
| 6                 | MEX México         | Omar Carrillo Ryan Rodriguez Erick Trujillo                |
| 7                 | BRA Brasil         | Alexandre Camargo Nicolas Ferreira Athos Schwantes         |
| 8                 | ARG Argentina      | José Dominguez Jesús Lugonés Alessandro Taccani            |